# Romano Bonaventura
Romano Frangipani, també conegut amb els noms Romano de Sant'Angelo, Romano Bonaventura o Romano Papareschi, (Roma, ? - 20 de febrer de 1243) va ser un cardenal italià del segle xiii. Va ser legat del papa Honori III i preceptor del jove Lluís IX, rei de França.

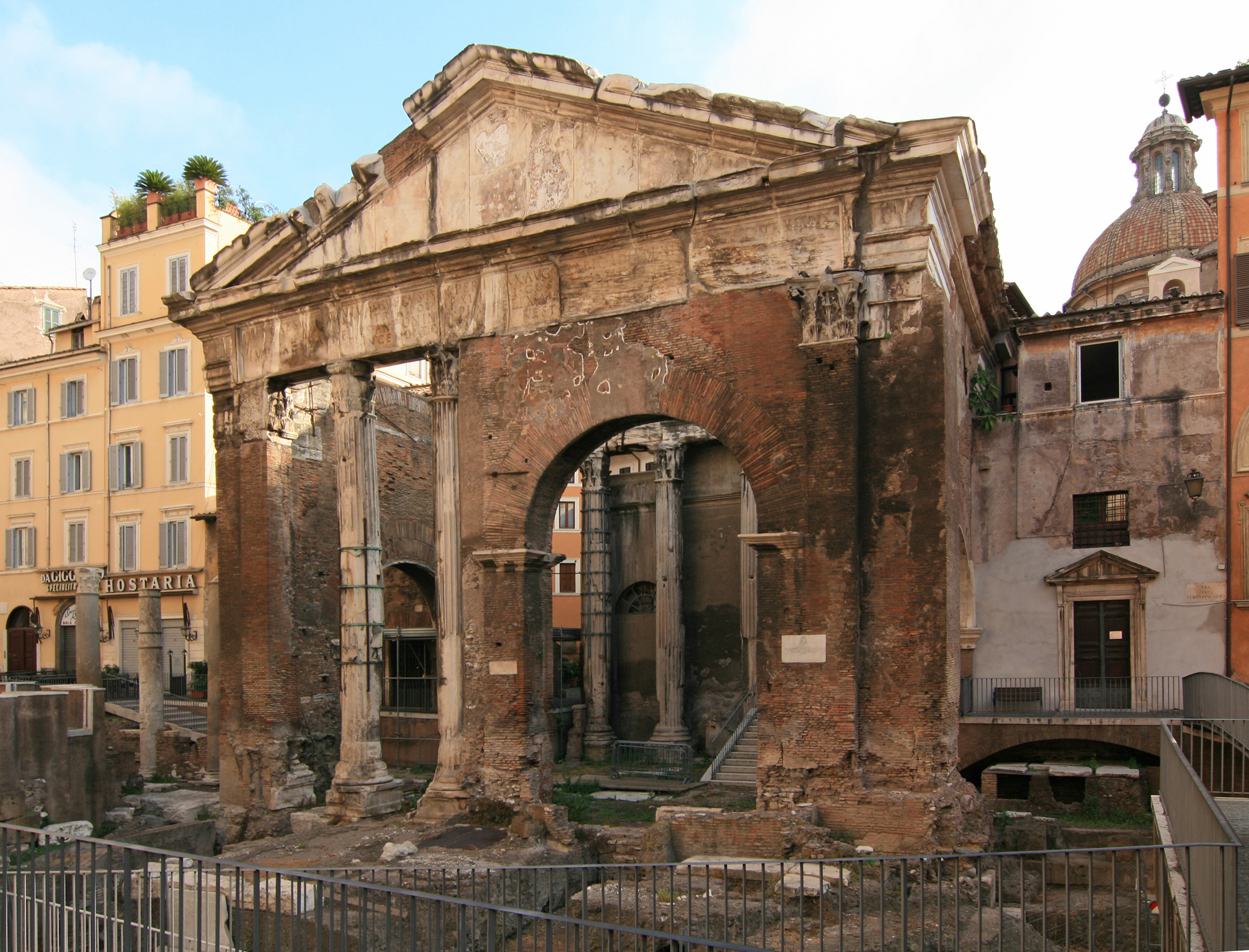
Església de Sant'Angelo in Pescheria (Roma). El temple està adossat a l'antic P̟ortic d'Octàvia, del segle I aC.

Un dels noms amb el que se'l coneix, Papareschi, suggereix que provenia d'una família romana del rione Trastevere, sorgida de Gregorio Papareschi (m. 1143).
Romano Frangipani es va formar com a jurista. Va ser nomenat cardenal-diaca de Sant'Angelo in Pescheria, a Roma, per Innocenci III el 1216. Honori III el va enviar com a legat a França per assegurar la presència pontifícia a la croada reial del Llenguadoc el 1226. Va ser l'artífex de la celebració del Concili de Bourges (1225), que va condemnar a Ramon VII de Tolosa i va posar les bases de la intervenció reial en l'afer albigès. Després va romandre a França i va exercir influència sobre Blanca de Castella; Frangipani era un diplomàtic molt hàbil, i la regenta de França el va cridar per dirigir les negociacions amb Ramon VII, que van portar al Tractat de París de 1229.
Va ser vicari de Roma, probablement entre 1227 i 1230, legat a Anglaterra i governador de la Campània i la Marittima. També va ser bisbe de Porto-Santa Rufina de 1231 a 1243 i arxipreste de la basílica de Santa Maria Major de Roma. Va morir a Roma el 1243 durant la seu vacant que va conduir a l'elecció d'Innocenci IV.
El cardenal Bonaventura va participar en l'elecció de quatre papesː Honori III el 1216, Gregori IX el 1227, Celestí IV el 1241 i Innocenci IV de 1241-1243.